# Hope and Homes for Children
Hope and Homes for Children (HHCR) – brytyjska organizacja koncentrująca się na deinstytucjonalizacji opieki nad dziećmi, jak również reformach systemu opieki nad nimi poprzez zapewnienie dzieciom z placówek opiekuńczych i wychowawczych alternatywnej opieki zbliżonej do życia rodzinnego.
Organizacja powstała w 1994 z inicjatywy Marka Cooka (emerytowanego żołnierza brytyjskiego) i jego małżonki – Caroline, jako reakcja na krzywdę porzuconych na pastwę losu dzieci z sierocińca w Sarajewie, podczas wojny bośniackiej. Początkowo planowali założyć światową sieć niewielkich, dobrze zaopatrzonych domów dziecka, ale po rozmowach z samymi dziećmi doszli do wniosku, że nie jest to rozwiązanie optymalne. Dzieci w wywiadach przede wszystkim oczekiwały miłości i rodziny. Zgodnie z oczekiwaniami zainteresowanych organizacja skupia się więc na zapewnianiu dzieciom miejsc w rodzinach zastępczych. Działa w następujących krajach (często operując również w państwach sąsiadujących, nieodległych, jak również bardziej oddalonych): Ukraina, Mołdawia, Rumunia, Bułgaria, Bośnia i Hercegowina, Sudan, Rwanda i Republika Południowej Afryki.